# Унивисион
Унивисион (на испански: Univision Communications) (испанско произношение: [uniβiˈsjon]  ( чуйте)) е най-големият американски испаноезичен медиен конгломерат. Административните офиси на Унивисион се намират в Мидтаун Манхатън, Ню Йорк, но офисите, в които се сключват сделките, се намират в Маями, Флорида. Преди 2007 г. седалището на компанията е в Сенчъри Сити, Лос Анджелис, Калифорния. Група Телевиса е един от неговите акционери с 40%.
Унивисион се състои от 4 основни подразделения – телевизия (повече от 600 оператори в цялата страна и някои филиали в Централна Америка, а именно Унивисион Нетуърк, Телефутура и Галависион), интернет портала Унивисион онлайн, радио Унивисион и Унивисион Мюзик Груп (звукозаписните компании Унивисион Мюзик и Фоновиса).
На 14 април 2021 г. Унивисион обявява намерението си да се слее с мексиканската компания Телевиса, за да се създаде най-голямата испаноезична медийна организация в света и да се конкурира с основните стрийминг платформи. На 31 януари 2022 г. Телевиса и Унивисион се сливат, създавайки компанията ТелевисаУнивисион.

## История
През 1962 г. е основана Испанска международна комуникационна корпорация (предшественик на Испанската международна мрежа) от Рене Анселмо, американско-мексикански бизнесмен от италианско-кубински произход, Емилио Николас-старши, собственик на KUAL-TV (сега KWEX-TV) в Сан Антонио, и мексиканския радио-телевизионен магнат Емилио Аскарага Видаурета, ръководител на Телесистема Мехикано (днес Телевиса). През 1986 г. компанията е продадена на Холмарк и името ѝ е променено на Унивисион. През 1992 г. е преструктуриран като Унивисион Комуникейшънс.
От септември 1996 г. до април 2007 г. Унивисион се търгува на Нюйоркската фондова борса под символа UVN.
През 2001 г. Унивисион придобива Ю Ес Ей Броудкастинг, група станции на Ю Ес Ей Нетуъркс, която включва 13 телевизионни станции. Повечето от тези станции стават част от нова мрежа, наречена Телефутура, която стартира през 2002 г. (днес УниМас). През годините компанията разширява дейността си, включвайки в портфолиото си радио, интернет и мобилни услуги. 
На 30 май 2018 г. Винсент Садуски, работещ по-рано в Телемундо, е назначен за президент на компанията.